# NGC 6867
NGC 6867 ist eine Balken-Spiralgalaxie vom Hubble-Typ SBbc im Sternbild Teleskopium am Südsternhimmel. Sie ist schätzungsweise 195 Millionen Lichtjahre von der Milchstraße entfernt und hat einen Durchmesser von etwa 120.000 Lichtjahren.
Im selben Himmelsareal befinden sich u. a. die Galaxien IC 4944, IC 4952, IC 4957 und IC 4963.
Das Objekt wurde am 9. Juni 1836 von John Herschel entdeckt.